# Tannou-Touva
1921–1944
Entités précédentes :
- Kraï d'Uriankhai (Empire russe)

Entités suivantes :
- Oblast autonome de Touva (URSS)

Le Tannou-Touva, également appelé République populaire touvaine ou République populaire de Tannou-Touva (en touvain : Тыва Арат Республик, translittération latine : Tyva Arat Respublik) est un ancien petit État asiatique qui est constitué du territoire de l'ancien protectorat russe impérial de Touva, également connu sous le nom de kraï d'Uriankhai (en russe : Урянхайский край) et qui se trouvait auparavant dans l'Empire mandchou, au sein de la Mongolie-Extérieure sous le nom de Tannu Uriankhai. 
Existant de 1921 à 1944, le Tannou-Touva constitue un État satellite de la Russie soviétique, puis de l'URSS, jusqu'à son absorption par cette dernière au sein de l'oblast autonome de Touva. La république populaire touvaine est maintenant connue formellement sous le nom de République touvaine, comme composante de la fédération de Russie. Sa capitale est Kyzyl — fondée sous le nom de Belotsarsk en 1914, renommée Khem-Beldyr en 1918, elle porte son nom actuel depuis 1926.
C'est le premier pays asiatique à avoir eu une femme comme cheffe d'état : Khertek Anchimaa-Toka, de 1940, jusqu'à l'intégration au sein de l'URSS en 1944.

## Histoire

### Origines

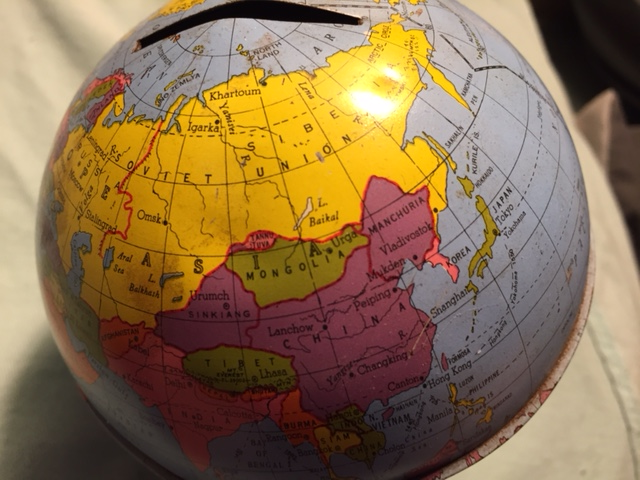
Globe terrestre de l'US Globe Bank montrant le Tannou-Touva indépendant, entre la Mongolie et l'URSS.

Sa population, les Touvains, bien que parlant une langue turque, est majoritairement issue d'ethnies mongoles.
La région a fait partie de différents khanats turcs jusqu'à 1207, lors de son annexion par l'Empire mongol
À partir de la seconde moitié du XVIIe siècle, la région est intégrée à l'Empire mandchou de la dynastie Qing sous le nom de Tannu Uriankhai (traduit en chinois : 唐努乌梁海 ; pinyin : tángnǔ wūliánghǎi), généralement inclus au sein de la Mongolie-Extérieure (devenue la Mongolie, moins la république de Touva).
À la chute de la dynastie Qing, en 1911, à la suite de la révolution de Xinhai, initié à Wuhan, la province de Hubei déclare son indépendance, et différentes régions de Chine suivent.
Touva passe sous protectorat de l'Empire russe le 17 avril 1914, sous le nom de kraï d'Uriankhai.
L'essor économique que donne la Russie à ces steppes désertes y apporte la notion d'État, de frontière, et apeure les peuples traditionalistes. De là part l'idée de la République de Tannou-Touva. Après avoir été temporairement un protectorat de l'empire russe, peu après la Révolution russe de 1917, les troupes communistes prennent le contrôle du Touva en janvier 1920. Le chaos qui suit cet épisode permet aux Touvains de proclamer leur indépendance en août 1921. La république populaire bolchevique touvaine (soutenue par Moscou) est née, avant d'être renommée république populaire de Tannou-Touva en 1926. La capitale, Belotsarsk (Белоцарск), est renommée pour l'occasion Kyzyl (« rouge », en langues turques ; transcription en russe : Кызыл). Le Parti révolutionnaire populaire touvain est fondé avec le soutien du Parti communiste de l'Union soviétique, pour gouverner en tant que parti unique. Un traité de 1926 entre l'Union soviétique et la République populaire mongole reconnaît l'indépendance du pays. Aucun autre pays n'en reconnaît l'existence. Tannou-Touva est par ailleurs l'unique pays, à l'exception de l'URSS, à reconnaître la Mongolie communiste.

### Indépendance

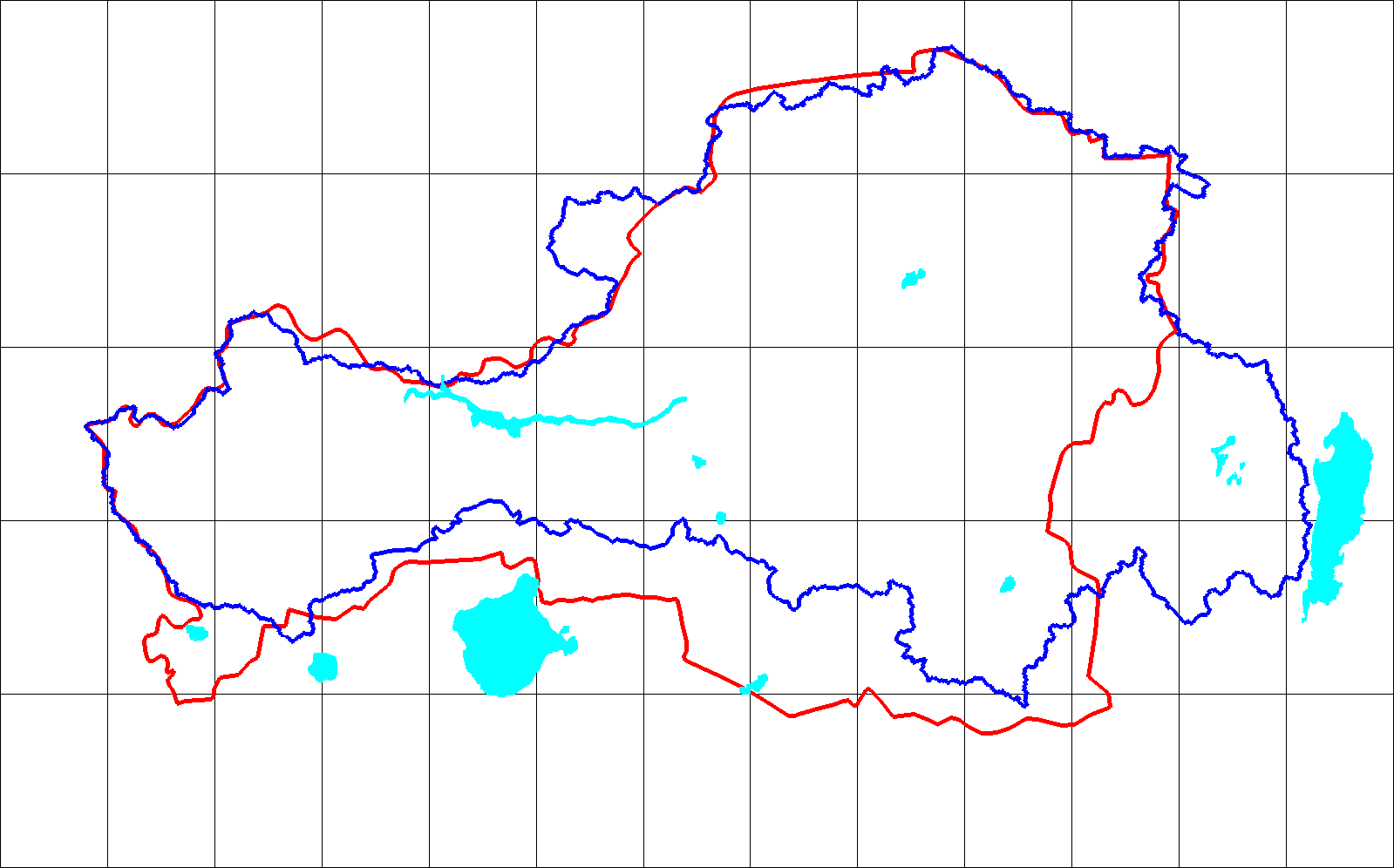
Carte de la république populaire touvaine. La ligne bleue correspond à la frontière du kraï d'Uriankhai (1914). La ligne rouge représente la frontière de l’oblast autonome de Touva telle que définie en 1953.

Le premier Premier ministre touvain est Donduk Kuular, lama et membre du parti révolutionnaire du peuple touvain. Kuular institue le bouddhisme comme religion d'État et tente de limiter l'installation de migrants venant de Russie. Il essaye également de tisser des liens avec la Mongolie : cette volonté pouvant s'expliquer par la plus grande proximité ethnique avec les Mongols.
L'URSS devient de plus en plus inquiète de ces menées, et en 1929 le Premier ministre Kuular est arrêté, pour être exécuté par la suite. Pendant ce temps, en URSS, (en 1930) cinq membres de la KUTV (Université communiste des travailleurs de l'Est), soit le même groupe qui a orchestré l'exécution de Kuular, sont nommés commissaires extraordinaires du territoire de Touva. Agissant loyalement envers le gouvernement de Joseph Staline, ils purgent le Parti communiste touvain d'environ un tiers de ses membres, et lancent la politique de collectivisation dans ce pays aux traditions nomades. Le nouveau gouvernement ainsi mis sur pied tente de détruire les rites bouddhiques et chamaniques en Touva, politique encouragée par Staline. Comme preuve de la réussite de cette action, on peut noter le déclin du nombre de Lamas dans le pays. En 1929, il y avait vingt-cinq lamaseries et environ 4 000 lamas et chamanes. À partir de 1930, les troupeaux et les cultures sont collectivisées, selon le modèle soviétique. En 1931, il ne restait plus qu'une lamaserie, quinze lamas et environ 725 chamanes. Les tentatives d'éradication du nomadisme sont plus laborieuses. Un recensement en 1931 montre que 82,2 % des Touvains ont toujours un mode de vie nomade. Salchak Toka, un des commissaires extraordinaires mentionnés ci-dessus, est nommé secrétaire général du Parti populaire révolutionnaire touvain en 1932. Il reste au pouvoir en Touva jusqu'à sa mort en 1973.

### Lors de la Seconde Guerre mondiale

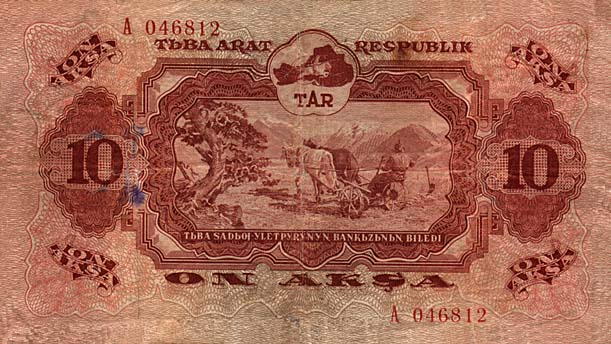
Billet de 10 aksha de 1940.

Dans les années qui précèdent la Seconde Guerre mondiale, le Tannou-Touva, inquiet de l'agressivité du Japon, renforce ses forces armées avec le concours de l'Union soviétique.
Le Tannou-Touva entre en guerre aux côtés des Alliés le 25 juin 1941, soit trois jours après l'Union soviétique. Le 11 octobre 1944, avec l'approbation du petit Khural (parlement) touvain, le Touva est annexé par l'URSS, intégré sous le nom d'oblast autonome de Touva, bien qu'il n'y ait pas eu de consultation à l'échelle du pays sur la question. Le Khural formalise l'annexion lors de sa dernière session, le 1er novembre 1944. Toka reçoit le titre de premier secrétaire du Parti communiste touvain.

### Le Tannou-Touva après la Seconde Guerre mondiale

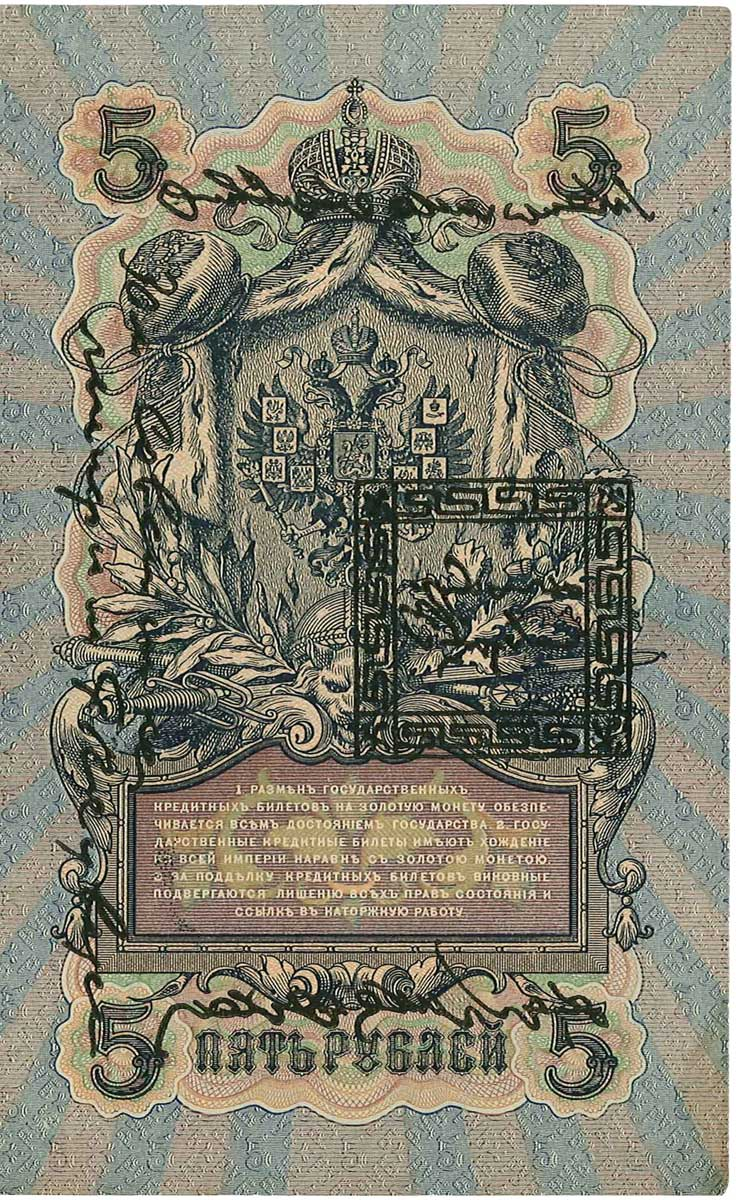
Tannu Touva, surcharge de 5 Lan sur 5 roubles, 1923.

Touva devient une république socialiste soviétique autonome (République socialiste soviétique autonome de Touva au sein de la République socialiste fédérative soviétique de Russie) le 10 octobre 1961,. Puis au début des années 1990, l'Union soviétique se disloque, et la République socialiste fédérative soviétique de Russie cesse d'exister en 1991.
La république populaire touvaine s'autoproclame alors officiellement, en 1992, République de Touva, au sein de la fédération de Russie. Bien qu'il y ait eu déjà des discussions au sujet d'une restauration de la souveraineté du Touva (ce qui reste formellement possible), celles-ci n'ont pas eu d'impact jusqu'à présent. Plusieurs raisons à cela, notamment la forte dépendance de la province vis-à-vis de l'économie russe, et de la russification rampante de la population (composée de deux tiers de Touvains, et un tiers de Russes, en 2008).

## Situation géographique
Le Tannou-Touva, actuelle République de Touva, aujourd'hui au sud de la Russie et au nord de la Mongolie, est situé non loin du lac Baïkal et d'Irkoutsk.

## Symboles

Drapeau de la République populaire de Tannou-Touva en 1921.
Drapeau de la République populaire de Tannou-Touva de 1921 à 1926.
Drapeau de la République populaire de Tannou-Touva de 1926 à 1930.
Blason de la République populaire de Tannou-Touva de 1926 à 1930.
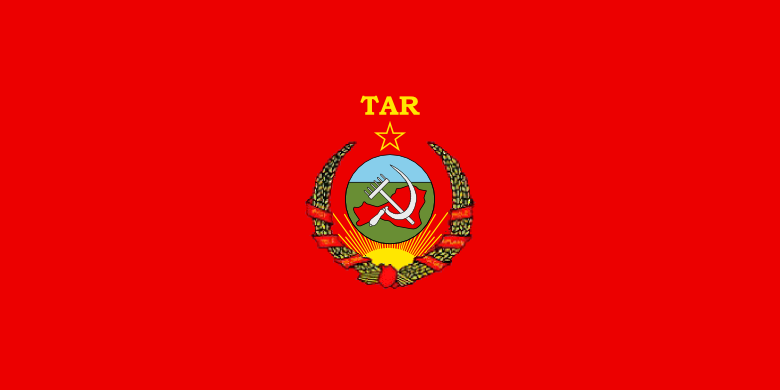
Drapeau de la République populaire de Tannou-Touva de 1930 à 1935.
Blason de la République populaire de Tannou-Touva de 1930 à 1935.
Drapeau de la République populaire de Tannou-Touva de 1935 à 1941.
Blason de la République populaire de Tannou-Touva de 1935 à 1941.
Drapeau de la République populaire de Tannou-Touva de 1941 à 1943.
Blason de la République populaire de Tannou-Touva de 1941 à 1943.
Drapeau de la République populaire de Tannou-Touva de 1943 à 1944.
Blason de la République populaire de Tannou-Touva de 1943 à 1944.